# Leptopoecile sophiae
Chapim-de-sofia ou chapim-rabilongo-de-sobrancelhas (Leptopoecile sophiae) é uma espécie de ave da família Aegithalidae.
Pode ser encontrada nos seguintes países: China, Índia, Cazaquistão, Nepal, Paquistão, Rússia, Tadjiquistão e Turquemenistão.
Os seus habitats naturais são: florestas boreais.